# Archidiecezja Saint Andrews i Edynburga

Archidiecezja Saint Andrews i Edynburga – archidiecezja Kościoła rzymskokatolickiego w Szkocji. Powstała w 1653 roku jako prefektura apostolska Szkocji. W 1694 została podniesiona do rangi wikariatu apostolskiego. Wikariat dwukrotnie zmieniał nazwy: 1727 na wikariat Dystryktu Lowland, a w 1827 na wikariat Dystryktu Wschodniego. W 1878 został podniesiony do rangi archidiecezji i przyjął obecną nazwę. Siedzibą arcybiskupa jest Edynburg.

## Podział administracyjny
- Dekanat św. Idziego
- Dekanat św. Dawida
- Dekanat św. Cuthberta
- Dekanat Najświętszej Maryi Panny
- Dekanat św. Mungo i św. Niniana
- Dekanat św. Małgorzaty i św. Andrzeja